# 휘튼 칼리지
휘튼 칼리지(Wheaton College)는 일리노이주 휘턴에 위치한 기독교 문리과대학(liberal arts college)이며 대학원이다.
기독교 대학 가운데 하버드, 예일대학교라고 알려져있다. 미국 뿐아니라 세계적으로 많은 영향력과 명성을 가지고 있다. 1860년 노예제도 폐지를 주장하는 복음주의 성향의 웨슬리안 감리교 목회자들이 창립하였으나 후에 복음주의 대학이 되었다.